# Tékes, Baranya
Tékes este un sat în districtul Hegyhát, județul Baranya, Ungaria, având o populație de 265 de locuitori (2011). 

## Demografie
Componența etnică a satului Tékes
     Maghiari (80,28%)
     Romi (18,31%)
     Germani (1,41%)
Componența confesională a satului Tékes
     Romano-catolici (46,42%)
     Fără religie (20,38%)
     Luterani (5,66%)
     Atei (1,13%)
     Necunoscută (26,42%)
     Alte religii (1,13%)
Conform recensământului din 2011, satul Tékes avea 265 de locuitori. Din punct de vedere etnic, majoritatea locuitorilor (80,28%) erau maghiari, existând și minorități de romi (18,31%) și germani (1,41%). Nu există o religie majoritară, locuitorii fiind romano-catolici (46,42%), persoane fără religie (20,38%), luterani (5,66%) și atei (1,13%). Pentru 26,42% din locuitori nu este cunoscută apartenența confesională.